# كريس بيركنز
كريس بيركنز (بالإنجليزية: Chris Perkins)‏ (9 يناير 1974 في المملكة المتحدة - ) هو لاعب كرة قدم بريطاني في مركز الوسط. لعب مع نادي تشيسترفيلد ونادي هارتلبول يونايتد ونادي تشورلي وLancaster City F.C. ‏ ونادي ستاليبريدج سيلتيك ولينكولن سيتي أف سي ونادي مانسفيلد تاون وRossendale United F.C. ‏.

## وصلات خارجية
- كريس بيركنز على موقع قاعدة بيانات كرة القدم.إي يو (الإنجليزية)
- كريس بيركنز على موقع Soccerbase.com (لاعب) (الإنجليزية)